# Discografia de Turmion Kätilöt
Este anexo lista a discografia de Turmion Kätilöt, uma banda finlandesa de metal industrial, que iniciou suas atividades em 2003. A discografia consiste em cinco álbuns de estúdio, sete singles, um EP e uma coletânea. O primeiro lançamento da banda foi o single Teurastaja, lançado em 1 de dezembro de 2003, alcançando a quinta posição na Suomen virallinen lista, a parada oficial da Finlândia. No ano seguinte foi lançado o segundo single, "Verta ja Lihaa", em 5 de abril e alcançou a décima segunda posição no ranking finlandês.
Ainda em 2004, foi lançado o primeiro álbum, Hoitovirhe, em 20 de maio, alcançando a vigésima oitava posição na parada Suomen, esse álbum foi lançado pela gravadora Spinefarm Records. Em 13 de abril de 2005 foi lançado o primeiro EP, Niuva 20, que alcançou a segunda posição da parada finlandesa. O terceiro single, Pirun Nyrkki, foi lançado em 22 de fevereiro de 2006 ao qual alcançou a segunda posição na parada e no dia 29 do mês seguinte foi lançado o segundo álbum, Pirun Nyrkki, que chegou a posição de número sete.
Em 21 de maio de 2008 foi lançado o quarto single, "Minä Määrään", que também foi liberado de graça no site da banda. No mesmo ano o Turmion Kätilöt desligou-se da gravadora Spinefarm Records e em 11 de junho de 2008, foi lançado o terceiro álbum, U.S.C.H! ao qual alcançou a sexta posição da parada finlandesa, pela gravadora Raha Records, a gravadora foi criada pelos integrantes da banda o MC Raaka Pee e pelo DJ Vastapallo.
Em 16 de outubro de 2010, foi lançado digitalmente o quinto single, "Ihmisixsixsix", pelo selo Osasto-A. O quarto álbum, Perstechnique, foi lançado em 23 de fevereiro de 2011, e alcançou a sexta posição na Suomen virallinen lista. Em 6 de julho de 2012, foi lançada a primeira compilação, Mitä Näitä Nyt Oli?, que alcançou a vigésima-nona posição na Finlândia. Em 4 de abril de 2013 foi lançado o single Jalopiina, no mesmo ano foi lançado o single Pyhä Maa, em 27 de setembro. O álbum Technodiktator foi lançado em 27 de setembro do mesmo ano e alcançou a quarta posição da parada finlandesa. As canções de Turmion Kätilöt também foram usadas em trilhas sonoras e compilações de CDs e DVDs.

## Álbuns
| Ano  | Álbum                                                                                      | Melhor posição Suomen | Ref           |
| ---- | ------------------------------------------------------------------------------------------ | --------------------- | ------------- |
| 2004 | Hoitovirhe *Lançamento: 20 de maio de 2004 *Formato: CD Gravadora: Spinefarm Records       | 28                    | [ 2 ] [ 11 ]  |
| 2006 | Pirun Nyrkki *Lançamento: 29 de março de 2006 *Formato: CD Gravadora: Spinefarm Records    | 7                     | [ 2 ] [ 11 ]  |
| 2008 | U.S.C.H! *Lançamento: 11 de junho de 2008 *Formato: CD Gravadora: Raha Records             | 6                     | [ 2 ] [ 12 ]  |
| 2011 | Perstechnique *Lançamento: 23 de fevereiro de 2011 *Formato: CD *Gravadora: Osasto-A       | 6                     | [ 2 ] [ 13 ]  |
| 2013 | Technodiktator *Lançamento: 27 de setembro de 2013 *Formato: CD *Gravadora: Osasto-A       | 4                     | [ 2 ] [ 10 ]  |
| 2015 | Diskovibrator *Lançamento: 25 de setembro de 2015 *Formato: CD *Gravadora: Osasto-A        | 1                     | [ 2 ] [ 14 ]  |
| 2017 | Dance Panique *Lançamento: 17 de março de 2017 *Formato: CD *Gravadora: Osasto-A           | 4                     | [ 2 ] [ 15 ]  |
| 2018 | Universal Satan *Lançamento: 14 de setembro de 2018 *Formato: CD, LP *Gravadora: Osasto-A  | 1                     | [ 2 ] [ 16 ]  |
| 2020 | Global Warming *Lançamento: 17 de abril de 2020 *Formato: CD, LP *Gravadora: Nuclear Blast | 1                     | [ 17 ] [ 18 ] |

## Coletânea
| Ano  | EP                                                                                            | Melhor posição Suomen | Ref         |
| ---- | --------------------------------------------------------------------------------------------- | --------------------- | ----------- |
| 2012 | Mitä Näitä Nyt Oli? *Lançamento: 6 de julho de 2011 *Formato: CD Gravadora: Spinefarm Records | 29                    | [ 2 ] [ 7 ] |

## EP
| Ano  | EP                                                                                  | Melhor posição Suomen | Ref          |
| ---- | ----------------------------------------------------------------------------------- | --------------------- | ------------ |
| 2005 | Niuva 20 *Lançamento: 13 de abril de 2005 *Formato: CD Gravadora: Spinefarm Records | 2                     | [ 2 ] [ 11 ] |

## Singles
| 2003                                           | "Teurastaja"     | 5  | [ 2 ] |
| 2004                                           | "Verta ja Lihaa" | 12 | [ 2 ] |
| 2006                                           | "Pirun Nyrkki"   | 2  | [ 2 ] |
| 2008                                           | "Minä Määrään"   | -  | [ 2 ] |
| 2010                                           | "Ihmisixsixsix"  | -  | [ 2 ] |
| 2013                                           | "Jalopiina"      | -  | [ 2 ] |
| 2013                                           | "Pyhä Maa"       | -  | [ 2 ] |
| "—" Não entrou na parada musical daquele país. |                  |    |       |

## Trilhas sonoras

### Filmes
| Ano  | Filme                | Canção         | Ref    |
| ---- | -------------------- | -------------- | ------ |
| 2007 | V2 - Jäätynyt enkeli | "Pirun nyrkki" | [ 19 ] |

## Em outras obras

### Álbuns
| Ano  | Álbum                                        | Canção           | Ref    |
| ---- | -------------------------------------------- | ---------------- | ------ |
| 2004 | "Raskaustesti"                               | "Teurastaja"     | [ 20 ] |
| 2004 | "Spinefarm Hard Covers"                      | "Verta ja Lihaa" | [ 21 ] |
| 2005 | "Soundi 2005"                                | "Paha ihminen"   | [ 22 ] |
| 2005 | "Suomimetallia"                              | "Kärsi"          | [ 23 ] |
| 2008 | "Proteus – The Nature Of The Beast"          | "Verta ja Lihaa" | [ 24 ] |
| 2011 | "(AE)quilibrium V2.0: Digital Reconnection " | "Minä Määrään"   | [ 25 ] |

### DVDs
| Ano  | Álbum                      | Canção           | Ref    |
| ---- | -------------------------- | ---------------- | ------ |
| 2004 | "Spinefarm Hard Covers"    | "Verta ja Lihaa" | [ 21 ] |
| 2006 | "Spinefarm metal DVD vol2" | "Verta Ja Lihaa" | [ 26 ] |

## Covers
| Canção        | Banda       | Ref   |
| ------------- | ----------- | ----- |
| "Stormbringe" | Deep Purple | [ 4 ] |